# 讓蒂伊鎮區 (明尼蘇達州波爾克縣)
讓蒂伊鎮區（英語：Gentilly Township）是位於美國明尼蘇達州波爾克縣的一個行政鎮區。

## 地方資料
讓蒂伊鎮區的面積為83.29平方千米，皆為陸地。根據2020年美國人口普查的數據，當地共有人口260人，而人口密度為每平方千米3.12人。